# Kuurne-Bruxelles-Kuurne 1957
La Kuurne-Bruxelles-Kuurne 1957, tredicesima edizione della corsa, si svolse il 10 marzo su un percorso con partenza e arrivo a Kuurne. Fu vinta dal belga Jozef Verhelst della squadra Faema-Guerra davanti ai connazionali e compagni di squadra Léon Van Daele e Norbert Kerckhove.

## Ordine d'arrivo (Top 10)
| Pos. | Corridore         | Squadra               | Tempo    |
| ---- | ----------------- | --------------------- | -------- |
| 1    | Jozef Verhelst    | Faema-Guerra          | 4h54'00" |
| 2    | Léon Van Daele    | Faema-Guerra          | s.t.     |
| 3    | Norbert Kerckhove | Faema-Guerra          | s.t.     |
| 4    | Michel Van Aerde  | Mercier-BP-Hutchinson | s.t.     |
| 5    | Roger De Corte    | Groene Leeuw          | s.t.     |
| 6    | Gilbert Desmet    | Faema-Guerra          | s.t.     |
| 7    | Jan Zagers        | Libertas              | s.t.     |
| 8    | Edgard Sorgeloos  | Peugeot-BP-Dunlop     | s.t.     |
| 9    | André Noyelle     | Bertin-The Dura       | s.t.     |
| 10   | Maurice Mollin    | O.K.Bikes             | s.t.     |